# Chuťový receptor

Vazebné místo na receptoru T1R pro sladkou chuť; modře je molekula glukózy, kolem ní jsou v aktivním centru uspořádané aminokyseliny

Chuťový receptor je chemoreceptor (na membráně či možná i uvnitř buněk), který umožňuje vnímání chuti. Dosud byly popsány zejména různé receptory spřažené s G-proteinem – pro sladkou chuť (T1R), hořkou chuť (T2R) a chuť umami (taste-mGluR4). Co se týče kyselé a slané chuti, jejich vnímání umožňují spíše „ligandem řízené“ iontové kanály, které však v širším slova smyslu můžeme rovněž považovat za chuťové receptory.
Chuťové receptory se vyvinuly před cca 500 miliony lety u primitivních rybovitých obratlovců, společných předků mihulí, ryb i suchozemských obratlovců. Evolučně nejstarším typem těchto receptorů jsou zřejmě umami receptory.

## Umístění
Je zajímavé, že chuťové receptory se nenachází pouze na jazyku, ale také na patře, v nosohltanu, hrtanu, ale i v horním jícnu. Mimo to byla exprese chuťových receptorů prokázána i na dalších místech těla, kde možná rovněž plní chemorecepční funkci. Typické chuťové receptory se však vyskytují zejména na povrchu (na apikální membráně) chuťových buněk v chuťových pohárcích.

## Přenos signálu
Po vazbě na receptor (ať už GPCR nebo iontový kanál) se rozbíhá uvnitř buňky signální kaskáda. Její konkrétní podoba je ve srovnání s vnímáním ostatních smyslů velmi různorodá: byly popsány jak různé formy druhých poslů (cyklické nukleotidy, fosfoinositidy), tak i různé kanály umožňující vznik receptorového potenciálu (např. TRPM5). V každém případě nicméně signál do centrální nervové soustavy přenáší VII., IX. a X. hlavový nerv, první z nich však hraje majoritní roli (inervuje totiž jazyk).